# Tenej
Tenej je bio feničanski kralj grada Sidona (Libanon) u 4. stoljeću pr. Kr.

## Politički život
Nedugo poslije poraza perzijskog vladara Artakserksa III. u Egiptu, uvjereni u slabost Perzijskog Carstva, sidonski kralj Tenej iz Fenicije zajedno sa satrapima Male Azije i Cipra proglašava nezavisnost. Istovremeno, Artakserkso III. imenuje sirijskog satrapa Beleza te cilicijskog satrapa Mazeja zapovjednicima ekspedicije protiv feničkog grada Sidona. Obojica satrapa doživjeli su velike poraze protiv sidonskog kralja Teneja kojem su pomoć od 40.000 grčkih plaćenika poslali egipatski faraon Nektanebo II. i Mentor s Rodosa. Perzijanci su bili prisiljeni povući se iz Fenicije.
Nakon satrapskog neuspjeha, Artakserkso III. se osobno odlučio obračunati protiv Sidona. Navodno je okupio veliku vojsku od 300.000 pješaka, 30.000 konjanika, 300 trirema, te 500 transportnih i pomoćnih brodova. U Ateni i Sparti je pokušao unajmiti i grčke plaćenike, no oni odbivaju sudjelovati. Ipak, kasnije mu se pridružuje 1000 teških hoplita iz Tebe, te dodatnih 9000 Grka iz Male Azije. Iako je brojka od 10.000 grčkih hoplita bila neznatna u odnosu na ukupan broj njegove vojske, oni su predstavljali okosnicu njegove vojske u borbi protiv grčkih plaćenika koje je za Feniciju unajmio egipatski faraon, jer su odlično poznavali strategiju falange.
Dolazak goleme perzijske vojske pred Sidon slomio je moral njegovih stanovnika. Tenej je pokušao pridobiti milost perzijskog velikog kralja time što je poslao 100 sidonskih plemića da skupno zatraže oprost kod Artakserksa III., no on je naredio da se pobiju kopljima. Ista sudbina dočekala je i idućih 500 Sidonaca koje je poslao kralj Tenej. Opsada Sidona je kratko trajala i grad je ubrzo bio poražen, nakon čega je izbio veliki požar. Do danas nije poznato je li spaljivanje grada naredio Artakserkso III. da kazni grad, ili su to učinili sami Sidonci, ili je riječ o nesretnom slučaju koji se dogodio u metežu tokom i nakon bitke. Procijenjuje se kako je 40.000 ljudi stradalo u tom požaru. Sidonski kralj Tenej je uhićen, osuđen za izdaju i pogubljen, a Fenicija je pripojena Ciliciji u jednu satrapiju.

## Vanjske poveznice
- Povijest Irana - IV. dio: Ahemenidsko Carstvo (Iranologie.com)  Arhivirana inačica izvorne stranice od 19. lipnja 2008. (Wayback Machine)